# Matthew Hedges
Matthew Hedges (nacido en 1986/87) es un académico británico. En noviembre de 2018, Hedges fue condenado a cadena perpetua en los Emiratos Árabes Unidos, acusado de espionaje en el país. Más tarde en el mes, fue indultado.

## Vida personal
Hedges nació en Surrey, Inglaterra, y asistió a la Escuela Cranleigh. Obtuvo un título de grado de la Universidad de Bradford. Tiene una maestría de la Universidad de Exeter, para la tesis What has driven the UAE's military spending since 2001 («Lo que ha impulsado el gasto militar de los Emiratos Árabes Unidos desde 2001»). En 2015, comenzó un doctorado en la Universidad de Durham para observar los efectos de la Primavera Árabe en las monarquías del Golfo. Conoció a su esposa Daniela Tejada mientras estaba en la Universidad de Exeter.

## Carrera
Hedges ha trabajado anteriormente para una firma de consultoría de seguridad y política en los Emiratos Árabes Unidos. Desde enero de 2016, ha sido asesor de la empresa consultora de riesgos geopolíticos de Estados Unidos Gulf State Analytics.
En marzo de 2018, Hedges escribió un artículo para el Consejo de Política de Medio Oriente sobre los futuros de los Hermanos Musulmanes y el Consejo de Cooperación para los Estados Árabes del Golfo, y en abril de 2018 un artículo sobre la modernización de la Real Armada Saudita para el Análisis del Estado del Golfo.

## Arresto y encarcelamiento
En abril de 2018, Hedges viajó a los Emiratos Árabes Unidos como parte de un viaje de investigación para su doctorado. Estaba realizando entrevistas para su tesis. Al final de su visita de dos semanas, Hedges fue arrestado en el Aeropuerto Internacional de Dubái bajo sospecha de espionaje en nombre del gobierno británico, a pesar de no entender árabe. Fue retenido durante casi seis meses, principalmente en régimen de aislamiento.
Según su esposa, en el primer mes de detención, Hedges dormía en el suelo y no tenía acceso a una ducha. Sin embargo, la Agencia de Noticias de Emirates dijo que Hedges tenía acceso a atención médica y que su detención cumplía con la ley emiratí. Según Tejada, Hedges sufrió ataques de pánico mientras estaba en la cárcel.
En octubre de 2018, un informe local dijo que un ciudadano extranjero, que se creía que era Hedges, había sido acusado de «buscar información confidencial sobre los EAU», y dijo que el sospechoso había confesado los cargos. En el mismo mes, Hedges fue puesto en libertad provisional antes del juicio. En noviembre de 2018, el tribunal de Abu Dabi condenó a Hedges a cadena perpetua en los Emiratos Árabes Unidos por cargos de espionaje y suministro de información confidencial a fuentes externas. Según el periódico The National, una sentencia a cadena perpetua en los Emiratos Árabes Unidos para los no emiratíes consiste en un máximo de 25 años de cárcel, seguidos de la deportación. De acuerdo con la ley emiratí, Hedges recibió 30 días para apelar la decisión del tribunal. Según Sulaiman Hamid al-Mazroui, el embajador de los Emiratos Árabes Unidos en el Reino Unido, la familia de Hedges pidió un indulto.

### Reacciones
La primera ministra británica, Theresa May, calificó el veredicto de «decepcionante». Jeremy Hunt, secretario de Estado para Relaciones Exteriores y de la Mancomunidad, criticó el veredicto, alegando que se había hecho en una audiencia de cinco minutos, una acusación denegada por Sulaiman Hamid al-Mazroui. La organización no gubernamental Human Rights Watch dijo que el juicio «se vio empañado por tales violaciones de debido proceso y que de ninguna manera podría haber sido visto como un juicio justo». Después del veredicto, la Universidad de Birmingham votó a favor de boicotear su nuevo campus en Dubái, en protesta por la decisión. El personal de la Universidad de Exeter, donde Hedges era anteriormente un estudiante universitario, aprobó una moción pidiendo la suspensión de sus relaciones académicas con los Emiratos Árabes Unidos. Tejada creó una petición en línea que ha atraído a más de 200 000 firmas.

## Indulto
El 26 de noviembre de 2018, Hedges fue indultado por el presidente de los Emiratos Árabes Unidos, Jalifa bin Zayed Al Nahayan, como parte de la tradición de los Emiratos Árabes Unidos de perdonar a personas en el Día Nacional del país. Después de su liberación, Hedges fue a la embajada británica en Abu Dabi, desde donde se espera que viaje de regreso al Reino Unido.

## Publicaciones
- Hedges, M.; Cafiero, G. (2017). «The GCC and the Muslim Brotherhood: What Does the Future Hold?» Middle East Policy 24 (1): 129-153.[19]